# Campeonato Mundial de Tiro en 10 m de 1981
El II Campeonato Mundial de Tiro en 10 m se celebró en Santo Domingo (República Dominicana) en el año 1981 bajo la organización de la Federación Internacional de Tiro Deportivo (ISSF) y la Federación Dominicana de Tiro Deportivo.

## Resultados

### Masculino
| Evento                         | Oro                           | Plata                            | Bronce                         |
| ------------------------------ | ----------------------------- | -------------------------------- | ------------------------------ |
| Rifle de aire 10 m             | Pascal Bessy Francia 575 pts. | Daniel Nipkow · Suiza · 575 pts. | Kurt Rieth RFA 573 pts.        |
| Rifle de aire 10 m (equipos)   | RFA 2270                      | Francia 2269                     | Noruega · 2251                 |
| Pistola de aire 10 m           | Don Nygord Estados Unidos 380 | Liubcho Diakov Bulgaria 378      | Ragnar Skanåker · Suecia · 376 |
| Pistola de aire 10 m (equipos) | Bulgaria 2282                 | Suiza · 2268                     | URSS 2263                      |
| Blanco móvil 10 m              | Yuri Kadenatsi URSS 380       | Andréi Teriojin URSS 379         | Igor Malashkov URSS 370        |
| Blanco móvil 10 m (equipos)    | URSS 1497                     | Estados Unidos 1354              | Puerto Rico 1053               |

### Femenino
| Evento                         | Oro                                | Plata                                     | Bronce                              |
| ------------------------------ | ---------------------------------- | ----------------------------------------- | ----------------------------------- |
| Rifle de aire 10 m             | Svetlana Komaristova URSS 381 pts. | Thoril Brodahl-Radet · Noruega · 379 pts. | Kim Young-Mi Corea del Sur 377 pts. |
| Rifle de aire 10 m (equipos)   | URSS 1133                          | Noruega · 1127                            | Bulgaria 1113                       |
| Pistola de aire 10 m           | Nona Kalinina URSS 380             | Kerstin Bodin · Suecia · 379              | Marina Dobrancheva URSS 378         |
| Pistola de aire 10 m (equipos) | URSS 1126                          | Suiza · 1119                              | Estados Unidos 1097                 |

## Medallero
| Núm. | País           | Oro | Plata | Bronce | Total |
| ---- | -------------- | --- | ----- | ------ | ----- |
| 1    | URSS           | 6   | 1     | 3      | 10    |
| 2    | Bulgaria       | 1   | 1     | 1      | 3     |
|      | Estados Unidos | 1   | 1     | 1      | 3     |
| 4    | Francia        | 1   | 1     | 0      | 2     |
| 5    | RFA            | 1   | 0     | 1      | 2     |
| 6    | Suiza          | 0   | 3     | 0      | 3     |
| 7    | Noruega        | 0   | 2     | 1      | 3     |
| 8    | Suecia         | 0   | 1     | 1      | 2     |
| 9    | Corea del Sur  | 0   | 0     | 1      | 1     |
|      | Puerto Rico    | 0   | 0     | 1      | 1     |
|      | TOTAL          | 10  | 10    | 10     | 30    |